# Peterhofs palads
Peterhofs palads er et kompleks af paladser med omkringliggende parkanlæg, der ligger i byen Petergof umiddelbart udenfor Sankt Petersborg i Rusland. Anlægget blev grundlagt 1711 af Peter den Store som et kongeligt palads og blev optaget på UNESCOs verdensarvsliste i 1990 i henhold til kriterierne i, ii, iv og vi. En stor del af paladset, der blev officielt indviet i 1723, blev, sammen med parken, planlagt af zar Peter selv. Et gennemgående tema i udsmykningerne er Ruslands sejr i Den Store Nordiske Krig. Peter den store besøgte Versailles i 1716 og blev inspireret til at bygge Peterhof, der skulle overgå Versailles.
Peterhof palads kaldes også for Ruslands Versailles og er bl.a. kendt for alle fontænerne i parkerne.

## Parkerne
Peterhofs parker består af parkanlæg i Versailles-stil og er især kendt for sine 176 springvand og fire kaskader. Fontænerne er drevet af tyngdekraften, som gennem kanaler og sluser leder vandet ned fra et vandløb, der er placeret højere oppe på de stejle skråninger, som slottet er placeret på. Mest kendt er "Den Store Kaskade"; en vandtrappe nedenfor slottet, der består af 64 springvand og 37 forgyldte bronzeskulpturer. Den mest berømte skulptur forestiller det øjeblik, hvor Samson flår en løves kæber op. Skulpturen repræsenterer Ruslands sejr over Sverige i Den Store Nordiske Krig. Løven er en del af det svenske rigsvåben, og slaget ved Poltava blev vundet på den ortodokse helgens, Sankt Samsons, dag. Fra løvens gab springer en 21 meter lodret vandstråle op, den højeste i alle Peterhofs parker.
I parkerne ligger en række bygninger, herunder paladserne Monplaisir og Marly samt pavillonen kendt som "Eremitagen", der alle blev bygget under den indledende konstruktion af Peterhof under Peter den Stores regeringstid.

## Det Store Palads
Det Store Palads (russisk: Большой дворец) ovenfor kaskaden blev bygget som Peter den Stores sommerresidens. I 1714 indledtes arbejdet med at anlægge paladset, som er tegnet af Le Blond, Braunstein og Michetti. Paladset stod færdigt i 1725.
I 1747 igangsatte Peter den Stores datter Elisabeth I en ombygning af paladset. Ombygningen blev foretaget under ledelse af den italienske arkitekt Bartolomeo Rastrelli og indbefattede en forlængelse paladset og tilføjelse af endnu en etage. Ombygningen stod færdig i 1755. Paladset er i dag 300 meter langt.